# Philantomba
Philantomba és un gènere de mamífers artiodàctils, coneguts també com a duiquers. Antigament se'ls classificava dins el gènere Cephalophus. El gènere inclou tres espècies, que viuen a l'oest i el sud d'Àfrica:
- Duiquer blau, P. monticola.[1]
- Duiquer de Maxwell, P. maxwellii.[2]
- Duiquer de Walter, P. walteri.[3]